# Долішній Бошняк
Долішній Бошня́к (болг. Долни Бошняк) — село у Видинській області Болгарії. Входить до складу общини Видин.

## Населення
За даними перепису населення 2011 року у селі проживали 68 осіб, усі — болгари.
Розподіл населення за віком у 2011 році:
Динаміка населення: